# Gratentour
Gratentour è un comune francese di 3 643 abitanti situato nel dipartimento dell'Alta Garonna nella regione dell'Occitania.

## Monumenti

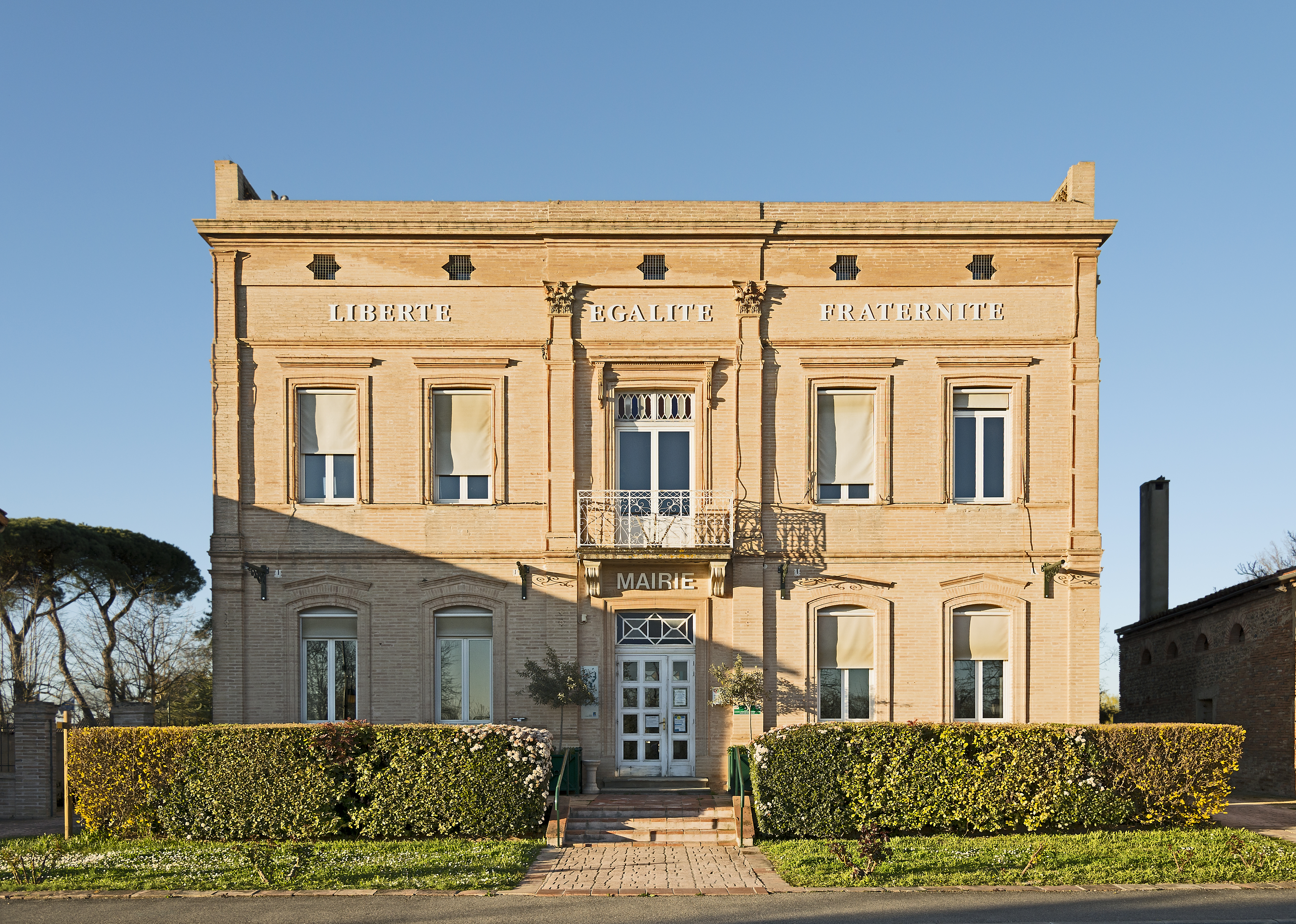
Municipio
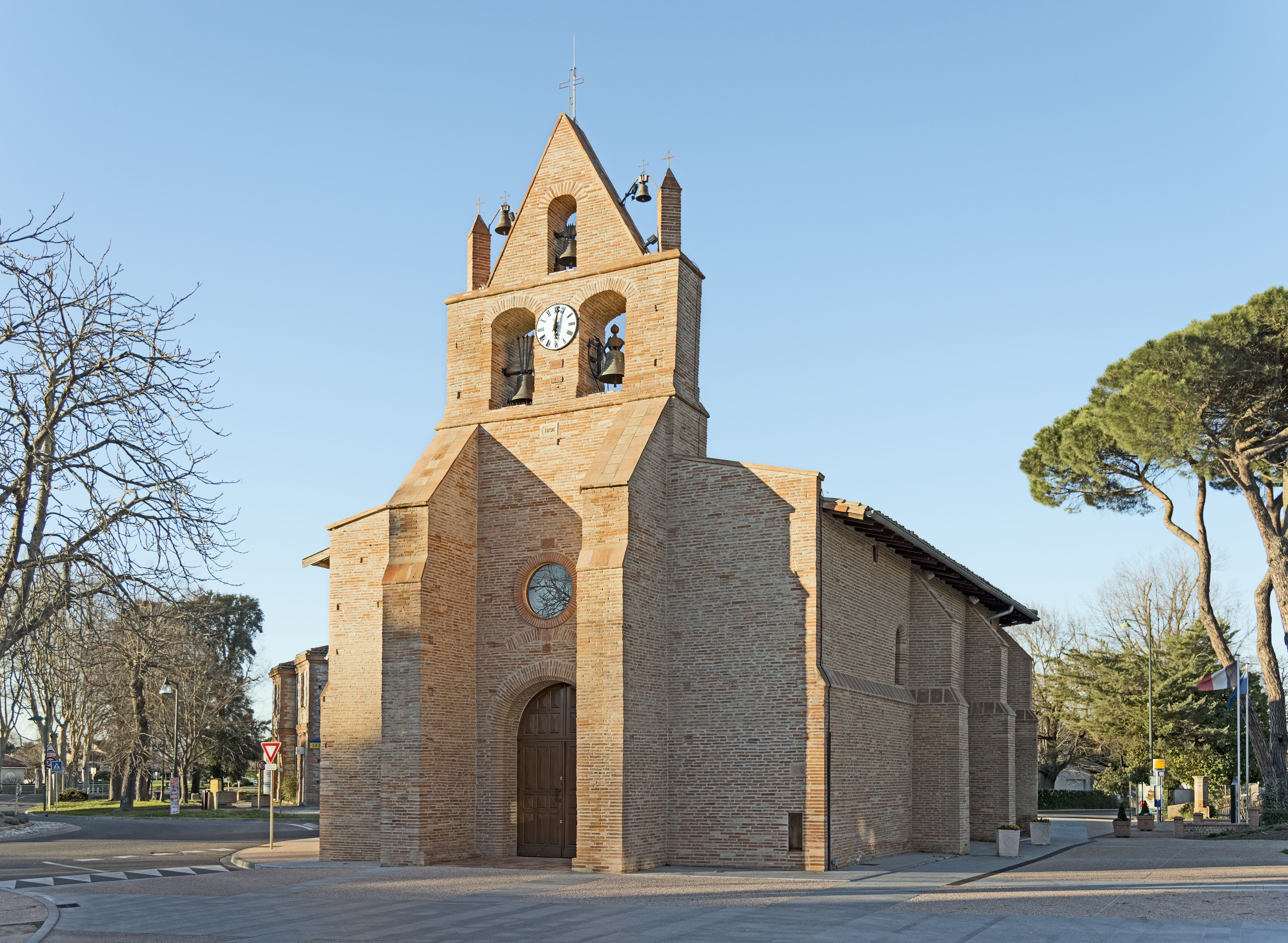
Chiesa Saint-Quitterie
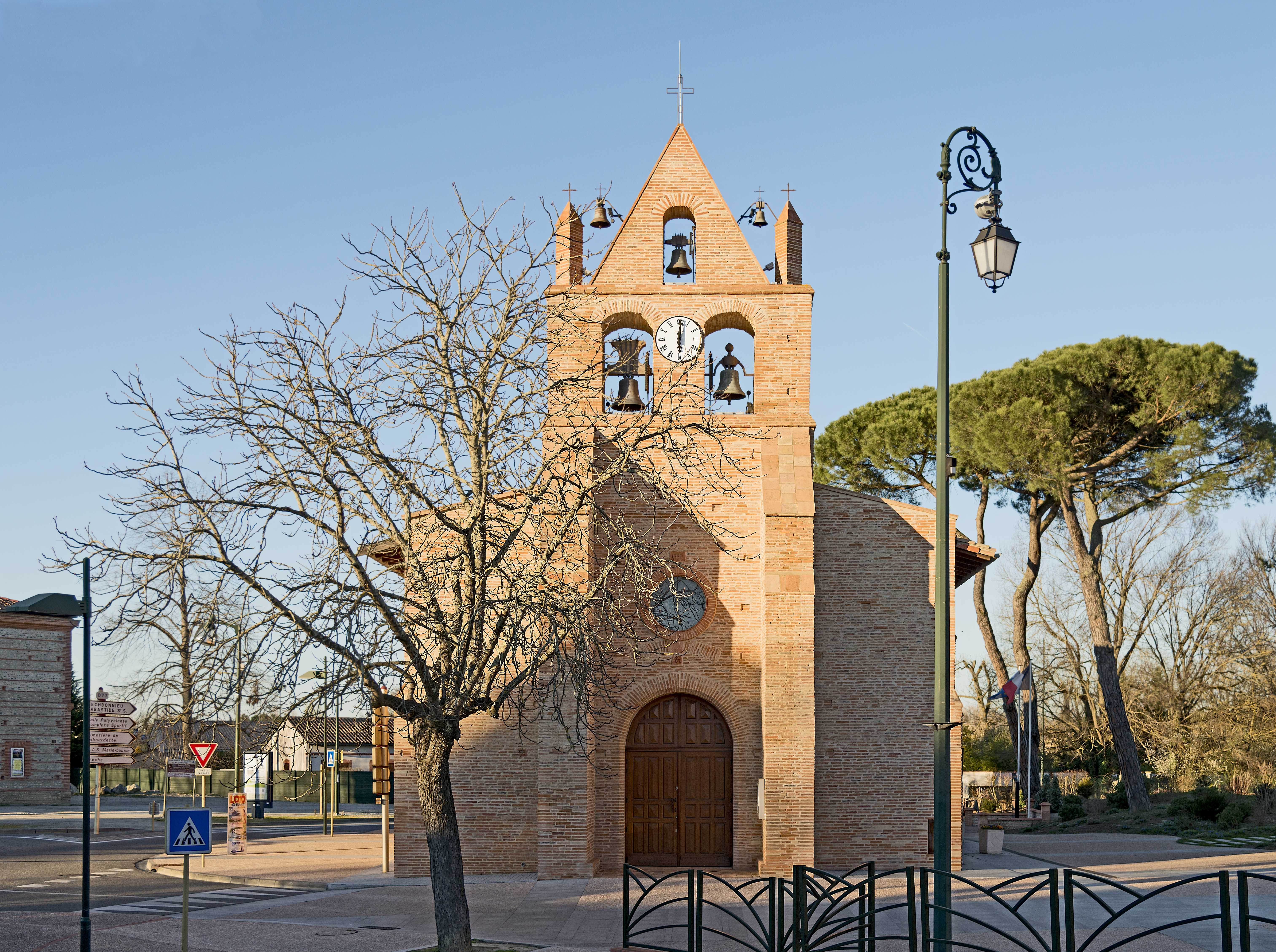
Chiesa Saint-Quitterie

## Società

### Evoluzione demografica
Abitanti censiti